# Шпренгель, Бернхард
Бернхард Шпренгель (нем. Bernhard Sprengel; 17 апреля 1899 года, Ганновер — 22 января 1985 года, Ганновер) — немецкий предприниматель, производитель шоколада и меценат. Музей Шпренгеля в Ганновере возник из его частной коллекции современного искусства. Оказал помощь городу в строительстве здания музея.

## Биография
Родился 17 апреля 1899 года в Ганновере.

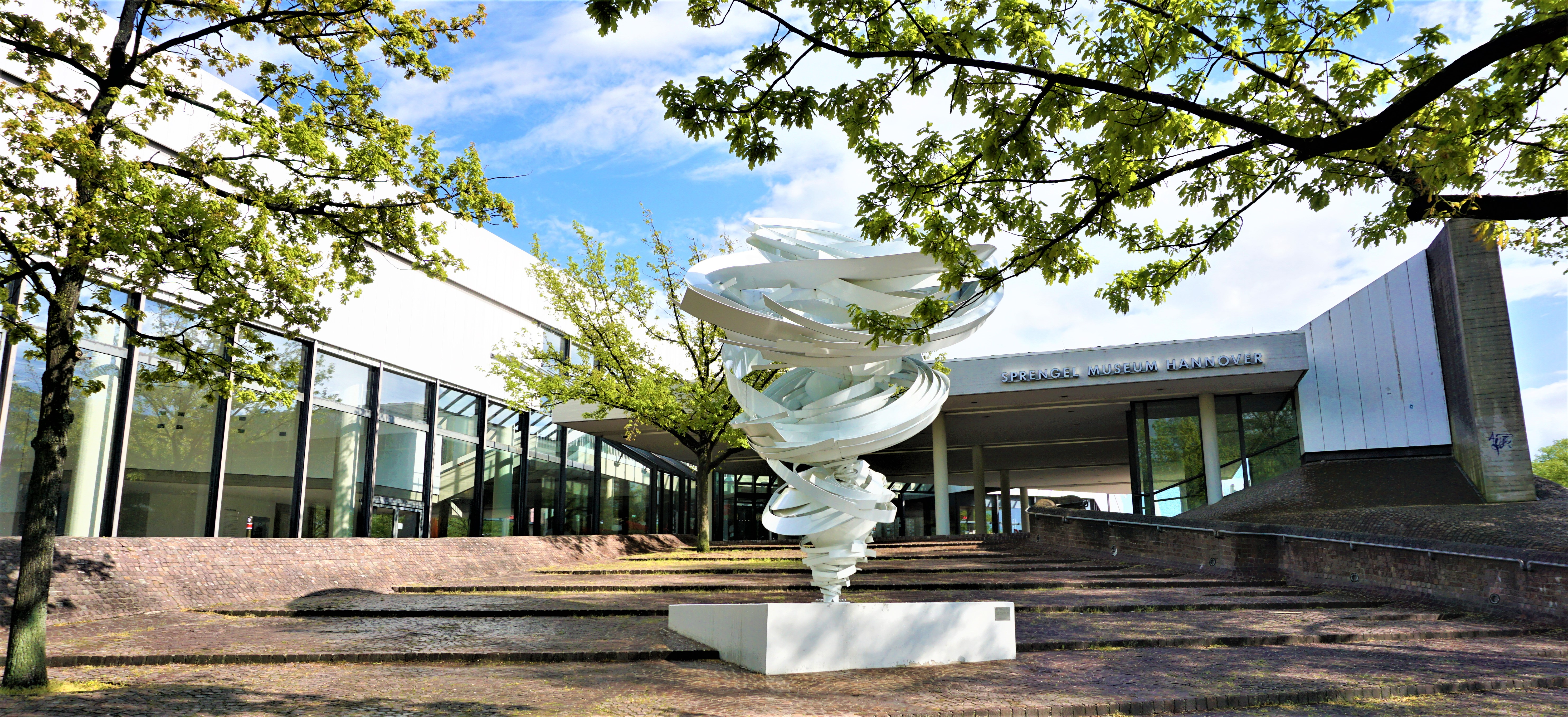
Музей Шпренгеля в Ганновере

Во время Первой мировой войны, в 1917 году окончил школу имени Гёте в Ганновере, досрочно сдав выпускные экзамены для добровольцев (Notabitur), после чего был призван в армию. По возвращении с фронта начал изучать право и политологию в Университет Кристиана Альбрехта в Киле. В мае 1919 года присоединился к Корпусу Хольсатиа (Corps Holsatia), был одним из первых новых его членов после Первой мировой войны. Затем он перешел в Мюнхенский университет Людвига-Максимилиана и Вюрцбургский университет. Окончил Вюрцбургский университет со степенью доктора философии.
В Гамбурге прошёл обучение на предпринимателя, после чего взял на себя руководство шоколадной фабрикой Sprengel в Ганновере.
Бернхард Шпренгель и его музыкально одаренная жена Маргрит во время своего медового месяца в Мюнхене в 1937 году увлеклись современным искусством и начали создавать частную коллекцию картин, скульптур и графики. Коллекция Шпренгеля включала, среди прочего работы Пабло Пикассо, Марка Шагала, Августа Макке, Макса Бекмана, Франца Марка, Пауля Клее, Лионеля Файнингера, Эмиля Нольде [3] и Курта Швиттерса. Среди них есть работы, конфискованые нацистами, и приобретены они были у арт-дилера Хильдебранда Гурлитта, владельца коллекции «дегенеративного искусства». Сведения об этой коллекции стали известны с осени 2013 года и вызвали громкий скандал.
По случаю своего 70-летия в 1969 году Бернхард Шпренгель и его жена Маргрит пожертвовали всю свою коллекцию городу Ганноверу и в то же время выделили 2,5 миллиона немецких марок на строительство музея. Музей был открыт только десять лет спустя из-за разногласий в городе и был официально назван Шпренгель-музеем в честь 85-летия основателя. За большие заслуги перед городом Ганновером Бернхард Шпренгель был удостоен звания почетного горожанина Ганновера (1969).
Тогдашний мэр Ганновера Герберт Шмальстиг сказал 30 января 1985 года: «Лишь немногим городам повезло иметь такого знатока и мецената как доктор Шпренгель».
Бернхард Шпренгель умер 22 января 1985 года в родном городе и похоронен в семейном склепе своего деда на Новом кладбище Святого Николая .

## Награды
•	Почетный гражданин Ганновера (1969)
•	Несколько наград земли Нижняя Саксония
•	Почетный член Корпуса Holsatia
•	Орден «За заслуги перед Федеративной Республикой Германия» , Большой крест за заслуги перед Федеративной Республикой Германия (1959 г.)